# Current Contents
Current Contents è un database di servizio di avviso rapido di Clarivate Analytics, in precedenza l'Institute for Scientific Information e Thomson Reuters, pubblicato online e in forma cartacea in diverse sezioni tematiche.

## Storia
Current Contents è stato inizialmente pubblicato in formato cartaceo, in un'unica edizione dedicata esclusivamente alla biologia e alla medicina. Altre edizioni tematiche sono state aggiunte in seguito. Inizialmente, consisteva semplicemente in una riproduzione delle pagine dei titoli di diverse centinaia di riviste scientifiche peer-reviewed, ed è stato pubblicato settimanalmente, con i problemi che contenevano le pagine dei titoli delle riviste solo poche settimane prima, un ritardo più breve rispetto a qualsiasi servizio a disposizione. C'era solo un indice di autore e un grezzo indice di parole chiave. Gli indirizzi degli autori sono stati forniti in modo che i lettori potessero inviare richieste di ristampa per copie degli articoli effettivi.

## Stato attuale
Ancora pubblicato in stampa, è disponibile come uno dei database inclusi in Web of Science di Clarivate Analytics con aggiornamenti giornalieri e anche tramite altri aggregatori di database.

### Edizioni
Le edizioni pubblicate di Current Contents sono:
- Current Contents Agricultural, Biological, and Environmental Sciences
- Current Contents Arts and Humanities
- Current Contents Clinical Practice
- Current Contents Engineering, Technology, and Applied Sciences
- Current Contents Life Sciences
- Current Contents Physical Chemical and Earth Sciences
- Current Contents Social & Behavioral Sciences

## Collezioni Current Contents
Le collezioni Current Contents vengono emesse in due diverse edizioni. Queste sono Electronics and Telecommunications Collection e Business Collection. Queste collezioni indicizzano riviste accademiche, pubblicazioni commerciali, così come le pubblicazioni relative alle imprese e all'industria.
La Business Collection indicizza circa 240 riviste e pubblicazioni specializzate relative all'amministrazione aziendale e alla teoria e pratica del management. La copertura comprende le aree tematiche generali di business, economia, relazioni con i dependenti, risorse umane, management, organizzazione, marketing e comunicazione aziendale.
La Electronics and Telecommunications Collection indicizza circa 210 riviste e pubblicazioni specializzate per la ricerca e la tecnologia sviluppata che appartiene all'industria elettronica. La copertura comprende le aree tematiche generali di elettronica, elettrotecnica, ottica, ricerca laser, tecnologia laser, semiconduttori, tecnologia dei materiali a stato solido e tecnologia delle telecomunicazioni.